# Цуруока
Цуруока (јап. 鶴岡市) град је у Јапану у префектури Јамагата. Према попису становништва из 2005. у граду је живело 142.384 становника.

## Становништво
Према подацима са пописа, у граду је 2005. године живело 142.384 становника.
| 1995.   | 2000.   | 2005.   |
| ------- | ------- | ------- |
| 149.509 | 147.546 | 142.384 |